# Signes, Var
Signes este o comună în departamentul Var din sud-estul Franței. În 2009 avea o populație de 2.845 de locuitori.

## Evoluția populației
| An        | 1975 | 1982  | 1990  | 1999  | 2006  | 2009  |
| --------- | ---- | ----- | ----- | ----- | ----- | ----- |
| Populație | 922  | 1.078 | 1.340 | 2.045 | 2.688 | 2.845 |